# Handley Page Harrow
Handley Page H.P.54 Harrow – dwusilnikowy brytyjski samolot bombowy z 1936 roku. Później wykorzystywany jako samolot transportowy RAF.

## Historia
Handley Page Harrow były nowoczesnymi bombowcami w układzie górnopłatu. Miały zastąpić przestarzałe samoloty Vickers Virginia. Harrow miał stałe podwozie i podwójny statecznik ogonowy. Załogę stanowiło 4 ludzi: pilot i trzech strzelców pokładowych (po jednym w: nosie samolotu, w wieży i w połowie kadłuba). Użyto dwóch rodzajów silników: Bristol Pegasus X o mocy 618 kW i Bristol Pegasus XX o mocy 690 kW.
Pierwszy lot odbył się 10 października 1936 roku. Maszyny budowano w dwóch wersjach Mk I – 39 egzemplarzy i Mk II – 61 egzemplarzy. Produkcja trwała do 1937 roku. Tegoż to roku samoloty weszły do służby.
Wraz z pojawieniem się nowoczesnego Vickers Wellington zmieniono przeznaczenie Harrowa. Od tego momentu samolot został przeznaczony (przebudowany) do celów transportowych (maks. 20 żołnierzy). Niektóre samoloty były wykorzystywane do stawiania min na rzecz Brytyjskiej Marynarki Wojennej.
W 1942–1943 9 maszyn Harrow otrzymały Siły Powietrzne Marynarki Wojennej Wielkiej Brytanii.
Ostatnia maszyna została wycofana ze służby w 1945 roku.

## Literatura
- C.H. Barnes; D.N. James, Handley Page Aircraft since 1907, London: Putnam Publishing 1987.
- Donald C. Clayton, Handley Page, an Aircraft Album, Shepperton Surrey Ian Allan Ltd. 1969.
- Strona poświęcona brytyjskim bombowcom. [dostęp 2009-12-17]. [zarchiwizowane z tego adresu (11 czerwca 2007)]. (ang.).